# Mak Dau goo si
Mak Dau goo si (xinès 麥兜故事), comercialitzada internacionalment com My Life as McDull és una pel·lícula d'animació del 2001 de Hong Kong. La pel·lícula envolta la vida de McDull, un personatge de porc de dibuixos animats molt popular creat per Alice Mak i Brian Tse que ha aparegut a còmics des de la dècada de 1990. El 2004, es va estrenar la seqüela d'aquesta pel·lícula, McDull, Prince of the Bun.
Kelvin Chan del South China Morning Post va descriure McDull com a "lent d'enginy".

## Argument
McDull no és el nen més brillant, però fa tot el possible per complaure a la seva mare. Tot i que sembla que potser no està destinat a grans coses a la vida com desitja la seva mare, McDull mai es rendeix.
La història se centra en diversos contes sobre McDull i la seva infància. Això s'explica com un reflex narratiu d'un McDull ara adult. Aquests contes es confonen en usos imaginatius del cantonès i munts de la cultura local de Hong Kong. Des d'històries sobre un sopar de gall d'indi fins a somnis de seguir els passos de Lee Lai-shan, McDull s'enfronta a flux i reflux amb la seva mare exigent però devota. En una part de la pel·lícula, McDull decideix entrenar-se per ser un atleta de nivell olímpic com l'olímpic de Hong Kong Lee Lai-shan. No obstant això, l'ofici que aprèn és Cheung Chau bun-snatching. En adonar-se que l'arrabassar-se no és un esdeveniment esportiu formal als Jocs Olímpics, la mare de McDull escriu una carta al president del Comitè Olímpic Internacional (COI), demananant-li amb el seu domini limitat de l'anglès santificar l'anomenat esdeveniment esportiu.

## Premis
El premi FIPRESCI al 26è Festival Internacional de Cinema de Hong Kong (2002)
Gran Premi al Festival Internacional de Cinema d'Animació d'Annecy, Annecy, França (2003)